# NGC 4357
NGC 4357 (NGC 4381) je spiralna galaktika u zviježđu Lovačkim psima. Naknadno je utvrđeno da je NGC 4381 ista galaktika.

## Vanjske poveznice
- (eng.) SEDS: NGC 4357
- (eng.) Revidirani Novi opći katalog
- (eng.) Izvangalaktička baza podataka NASA-e i IPAC-a
- (eng.) Astronomska baza podataka SIMBAD
- (eng.) VizieR